# Nyugat-szibériai-alföld
A Nyugat-szibériai-alföld vagy Nyugat-szibériai-síkság (oroszul Западно-Сибирская низменность [Zapadno-Szibirszkaja nyizmennoszty]) óriástáj Oroszország ázsiai részén, Szibériában, az Uráltól keletre, az Urál és a Jenyiszej folyó között, mely délen egy darabon Kazahsztánban folytatódik. Nyugat-Szibéria legnagyobb részét ez a hatalmas, lapos és nagyrészt mocsaras síkság foglalja el. Ásványi kincsei közül gazdasági szerepük miatt kiemelt jelentőségűek kőolaj- és földgázlelőhelyei.

## Elhelyezkedése
Az alföldet három oldalról hegyek keretezik, északon a Jeges-tenger felől nyitott. Nyugaton az Urál-hegység, keleten a Jenyiszej völgye határolja, melyen túl a Közép-szibériai-fennsík szárazabb és zordabb felföldjei magasodnak. Délkeleten a síkság a Szalair hegyvonulat, a Kuznyecki-Alatau és az Altaj előhegyeibe megy át, délen, délnyugaton földrajzi határa a Szariarka. Északon a Gidai-félszigeten és a Jamal-félszigeten át a Kara-tengerig nyúlik. A trapéz alakú terület észak–déli irányban 2400–2500 km hosszú, nyugat–keleti irányban északon 900 km széles, a déli részeken fokozatosan 1500–1900 km-ig szélesedik. Kiterjedése kb. 2,6 millió km².

## Általános jellemzői
A Nyugat-szibériai-alföld a Föld egyik legnagyobb feltöltött (jórészt feltöltéssel létrejött) síksága. Felszíne délről észak felé nagyon enyhén – bár nem folyamatosan – lejt, a déli mintegy 200–250 m tengerszint feletti magasságtól az alig 20–30 m-es északi völgyekig. A lapos síkságnak összességében mintegy a fele 100 m-nél alacsonyabban fekszik, az északi és a középső területek nem magasabbak 150 m-nél; az alacsony hátságok (300 m-ig) leginkább a térség peremein helyezkednek el. Hegységei egyáltalán nincsenek, a vízválasztókat alacsony dombok és hátak hordozzák.

## Földtörténeti vázlat
Az alföld  paleozoikumi alapja a kaledóniai és a variszkuszi hegységképződés során kialakult kemény kristályos kőzetekből áll. Ezeket a mezozoikumi (középidei) tengerek előrenyomulásai és visszahúzódásai, a szárazulatok lepusztulásai és újabb elöntései eredményeként az évmilliók alatt nagy mennyiségű tengeri üledék (agyag, homok, márga) fedte be. A kainozoikum közepe táján a hosszú ideig tartó süllyedés megállt, a terület nagy része végleg szárazföld lett, és a meleg éghajlat alatt szubtrópusi jellegű növényzet tenyészett; a hatalmas tavakból és folyókból vastag, laza üledékrétegek rakódtak le. A negyedidőszaki eljegesedések a felszínt, leginkább az északi részeket (60°-ig) teljesen átformálták, vastag – északon 200–250 m-es, délen csak 5–10 m-es – folyóvízi- és jégárüledékkel takarták be. A kemény talapzat kőzeteit a mai alföld közepén mélyített fúrásokkal kb. 3500 m mélyen érték el; ezek északon akár kétszer ilyen mélyen, az alföld déli peremén kb. 700–900 m mélységben fekszenek.

## Tájai
A síkság óriási kiterjedése miatt az egyes tájak között nagy eltérések vannak. Az északi tájakat hideg éghajlat és csenevész növényzet jellemzi; délen helyenként forró a nyár és kiszárad a föld; a legnagyobb kiterjedésű központi síkságokat viszont nyáron is hűvös és állandóan nedves tajga, kiterjedt lápvilág borítja, állatvilága is gazdag, változatos.
- Leghosszabb összefüggő hátsága, a Szibériai-hátság (orosz nevén Szibirszkije uvali) az Ob alsó folyásától kelet felé mintegy 900 km hosszan, csaknem a Jenyiszejig húzódik. A hátság választóvonalat képez az alföld északi és középső területeinek síkvidékei között.

- Az északi területen: 
  - az Alsó-Obtól kelet felé a Hetta-alföld fekszik, melyet az alig valamivel magasabb Nadim-hát választ el
  - a keletebbre húzódó Pur-alföldtől
  - az Alsó-Obtól nyugatra (az Urálig) az Északi-Szoszva-hátság emelkedik.

- Az alföld középső területén:
  - központi helyet foglal el a Középső-Ob-alföld (az Ob északi és déli oldalára is kiterjed); benne az Obtól északra fekvő Szurguti-alföld (vagy Szurguti-mélyedés) medencéjével
  - a Középső-Obtól és az Irtis alsó folyásától nyugatra található a Konda-alföld különösen vizenyős vidéke, mely csaknem az Urálig ér
  - a középső medencét keleten a Kety–Tim-síkság (vagy hátság) zárja le.

- A középső és a déli területek között a Vaszjugan-síkság helyezkedik el, ahol a Föld egyik legnagyobb összefüggő, száz kilométerekre kiterjedő mocsár- és lápvilága alakult ki. Keletebbre a Csulim–Jenyiszej-hátság már átmenetet képez a Kuznyecki-Alatau hegyei felé.

- Az alföld déli területei:
  - az Irtis középső folyásától keletre és a Vaszjugan-mocsártól délre a Baraba-alföld erdős-sztyeppje terül el, közepén a Csani-tóval
  - tovább dél(kelet) felé, a Kulunda-síkságon már a sztyepp válik uralkodóvá
  - délnyugaton a Tobol és az Irtis közti nagy síkvidék az Isim-síkság (vagy Isim-hátság), melyet a nevét adó Isim folyó szel át. Déli része kazahsztáni terület.

## Éghajlata
Az óriástáj éghajlata kontinentális, a kontinentalitás kelet felé növekszik. Hosszú és hideg a tél, viszonylag meleg – délen forró – a nyár. Éghajlati szempontból Nyugat-Szibéria átmenetet képez a Kelet-európai-síkvidék és a szélsőségesen kontinentális Közép-Szibéria között. Télen a szibériai szárazföld hideg áramlatai árasztják el a síkságot, de a meleg időszakban az Atlanti-óceánról az Urálon át érkező enyhe és nedves légáramlatok az uralkodók. 
A januári középhőmérséklet északon –28 °C, délen –16 °C – tehát délen is igen hideg; a júliusi középhőmérséklet az északi 4 °C-tól dél felé egyre magasabb, a déli tájakon eléri a 22–23 °C-t. A legtöbb csapadék július–augusztusban érkezik nyugat felől, de mennyisége kelet felé fokozatosan csökken. Az éves csapadékmennyiség az északi tundra övezet és a déli sztyepp övezet kb. 250 mm-es értékei és a tajga övezet 500–600 mm-es értékei között váltakozik. A vegetációs időszak délen maximum 175–180 napig tart.
Az állandóan fagyott talaj (permafroszt) elterjedése – Kelet-Szibéria vidékeitől eltérően – főleg az északi vidékekre, elsősorban a tundra övezetre korlátozódik (az Ob-torkolat vonalától északra).

## Vízrajza
A Nyugat-szibériai-alföld a Kara-tenger vízgyűjtő területéhez tartozik, amely itt elsősorban az Ob vízgyűjtő területét foglalja magába. Az Ob délkeletről északnyugat felé folyva az egész síkságot átszeli. Novoszibirszktől a torkolatig (nagyjából 3000 km-en át) esése csupán 94 m. Számos más mellékfolyójának is nagyon kicsi az esése (kivéve az Urálban eredőket). Az Ob legnagyobb mellékfolyói:
- bal oldalon: Irtis, Csaris, Vaszjugan, Nagy-Jugan, Északi-Szoszva
- jobb oldalon: Tom, Csulim, Kety, Tim, Vah, Kazim

A folyóhálózat a síkságon nem egyenletesen oszlik el. Az Ob a mellékfolyóiról bőséges utánpótlást kap, a térség keleti határán hömpölygő Jenyiszejnek viszont nincs is az alföldről érkező jelentős mellékfolyója. Az Ob legnagyobb mellékfolyója, az Irtis a déli sztyepen kb. 1000 km-en át egyetlen nagyobb mellékfolyót sem vesz fel; az erdőövezetet elérve, Omszk után több nagy mellékfolyó emeli meg vízszintjét: az Isim és a Tobol, északabbra pedig a Konda. A Kara-tenger Obi-öblébe torkollnak az északi vidékek jelentősebb folyói: a Taz és a Pur (a Taz-öblön át), valamint a Nadim. 
A folyókat főként hóolvadék és esővíz táplálja. Télen, november elejétől április végéig a vizeket jégpáncél borítja. Tavasszal az olvadás délen kezdődik és onnan terjed észak felé. A terület minimális lejtése miatt a folyók nem képesek a hatalmas víztömeget levezetni, így az árvizek nagy területekre kihatnak és hosszú ideig elhúzódnak. 
A Nyugat-szibériai-alföld sztyep- és erdős-sztyep övezetének egyik jellemzője a sok tó, melyek többsége sós. A főbb tóvidékek:
- a Baraba-sztyeppen, két legnagyobb tava a Csani-tó (kb. 2600 km²) és az Ubinszkoje-tó
- a Kulunda-sztyeppen, itt a legnagyobb a névadó Kulunda-tó (600–700 km²)
- az Isim-síkság (sztyepp) tóvidéke, az Irtis és az Isim közének sok apró állóvize tartozik ide, közülük legnagyobb a Szeleta-Tengiz-tó
- az Urálon túli sztyeppi tavak: a Cseljabinszki terület és a kazahsztáni Kosztanaji terület kis állóvizeinek összessége

## Övezetesség
Az alföld hatalmas területén jól kirajzolódik a földrajzi övezetesség, vagyis a földrajzi övezetek szabályos váltakozása észak-déli irányban.
Az északi részeket körülbelül a sarkkörig (az Ob-torkolat vonaláig) tundra foglalja el. A hosszú hideg tél és az állandóan fagyott talaj miatt itt hiányoznak a fás növények, helyettük a mohák, a zuzmók, délebbre az alacsony cserjék érvényesülnek. Délebbre keskeny átmeneti sáv, az erdős-tundra következik törpefák (törpenyír, törpefűz) foltjaival.
A Nyugat-szibériai-alföld legnagyobb, központi része az erdőövezetbe tartozik, ami itt egyértelműen a sűrű, hűvös és nyirkos, zömmel tűlevelű erdőkből álló tajga. Nyugat-Szibériára a gazdag lombozatú ún. sötét-tajga jellemző. Fő erdőalkotó fája a lucfenyő, az erdei fenyő, a szibériai vörösfenyő. (Kelet-Szibériában a világos-tajga jellemző). A tajga fenyveseibe néhány lombhullató fafaj: nyír és nyárfa keveredik, dél felé ezekhez alárendelten éger, fűz, hársfa is társul, de a lombhullató erdők övezete Nyugat-Szibériában teljesen hiányzik (ellentétben a Kelet-európai-síksággal.
A síkság nagy része kanyargó folyókkal, széles árterekkel, kisebb tavak sokaságával borított, elmocsarasodott vidék. Egész erdők vízben állnak, a tajga jelentős része dagadóláp. A vízenyős talajok, a vastag tőzegrétegekkel bélelt területek nem alkalmasak a mezőgazdasági termelés számára.
Délebbre az erdőövezetet nyírfaligetekkel tarkított erdős-sztyep váltja fel. A Cseljabinszk–Novoszibirszk képzeletbeli vonaltól délre a sztyep terül el, lapos tál alakú, tavakkal kitöltött mélyedések sorával. A sztyepen gazdag gyepfélék alkották az eredeti növényzetet, de ez szinte teljesen eltűnt, mert a füves pusztákat felszántották. Ma itt húzódnak Szibéria legnagyobb megművelt földterületei.

## Városai, ásványi kincsei
Szibériának legsűrűbben lakott része Nyugat-Szibéria, különösen annak déli vidéke. Számos gazdag történelmi múlttal rendelkező nagyvárosa – Novoszibirszk, Omszk, Tomszk, Tyumeny – és közepes méretű (lélekszámú) történelmi városa van: Tobolszk, Hanti-Manszijszk, Kurgan; Kazahsztánban Szemej, Kosztanaj, Pavlodar. A szénhidrogén-termelés központjaiból a 20. század második felében is jelentős városok jöttek létre: Jalutorovszk, Nyizsnyevartovszk, Szurgut, Nyeftyejuganszk.
Az alföld ásványi kincsei közül gazdasági szerepük miatt kiemelt jelentőségűek kőolaj- és földgázlelőhelyei. Feltárásuk az 1950-es évek közepén kezdődött (Berjozovo környékén), és igazi fellendülést a Középső-Ob vidékén talált hatalmas szénhidrogén-készletek feltárása hozott. Később felfedezték az északi tundra alatt rejtőző óriási földgázmezőket. A kitermelés, a szállítás és a csővezetékek lefektetése mindenütt a természeti környezet nagymérvű pusztításával járt együtt. 
A legnagyobb kőolaj- és földgázmezők:
- északon: Tazovszkoje és a Jamal-félsziget mezői
- a Középső-Ob vidékén: Szurgut, Szamotlor, Nyizsnyevartovszk, Nyeftyejuganszk
- nyugaton: Saim, Berjozovo (itt vannak a legkorábban feltárt és részben már kimerült mezők)
- délen: Tyumeny és környéke

Az első három vidéken kőolaj és földgáz együtt fordul elő, az utóbbin a földgáz jóval kevesebb. További nagy földgázmezők találhatók északon: Urengoj, Medvezsje, Jamburg és a Jamal-félszigeten.